# Komet Šajn-Schaldach
Komet Šajn-Schaldach (uradna oznaka je 61P/Shajn-Schaldach) je periodični komet z obhodno dobo okoli 7,1 let. Komet pripada Jupitrovi družini kometov.

## Odkritje
Komet je odkrila 18. septembra 1949 ruska astronomka Pelageja Fjodorovna Šajn (1894–1956) (rusko Пелагея Фёдоровна Шайн) na Astrofizikalnem observatoriju Krim, dva dneva zatem pa ga je opazil tudi ameriški astronom Robert D. Schaldach na Observatoriju Lowell v Arizoni.

## Značilnosti
Premer jedra kometa je 2,4 km.